# Athlete Kings
Athlete Kings (デカスリート 陸上十種競技?) è un videogioco arcade del 1995 prodotto da SEGA. Pubblicato in Giappone e negli Stati Uniti d'America come DecAthlete, è stato convertito l'anno seguente per Sega Saturn. Considerato da IGN uno dei migliori videogiochi dedicati ai giochi olimpici, il titolo è presente nella raccolta Sega Ages 2500 per PlayStation 2 che include Winter Heat e Virtua Athlete 2K.

## Modalità di gioco
In Athlete Kings sono presenti 8 atleti di altrettante nazionalità che prendono parte a 10 specialità dell'atletica leggera.